# Alfred Daniell

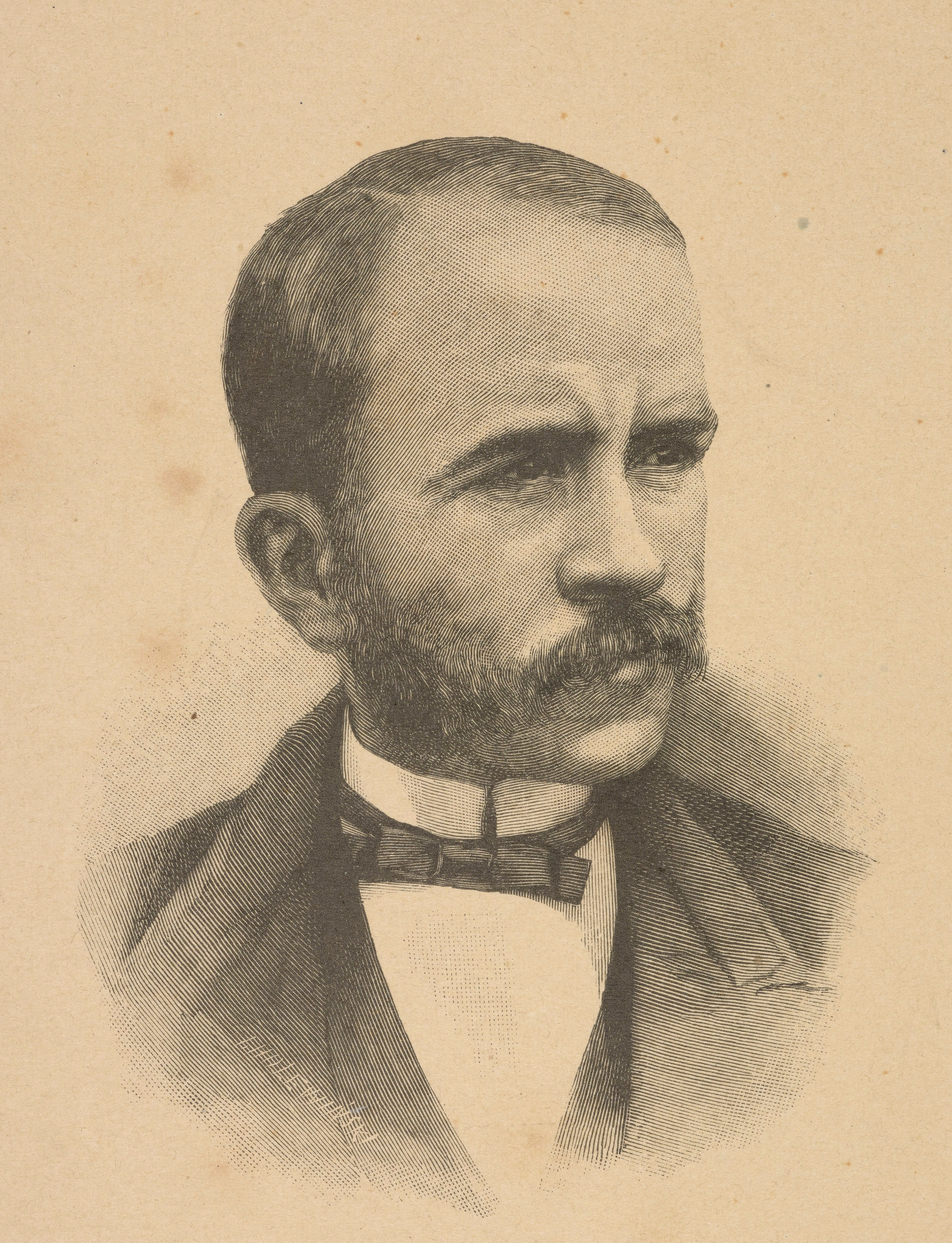

Alfred Daniell (ur. 1853, zm. 1937) – brytyjski adwokat pochodzenia walijskiego, słynny ze względu na wkład w fizykę. Jego podręczniki zostały przetłumaczone na większość języków europejskich, a także innych, wliczając w to afrykanerski czy japoński. 

## Publikacje
- Textbook of the Principles of Physics (1884)
- Physics for Students of Medicine
- Problems in Physics (1918)